# Adamczuki (okręg wileński)
Adamczuki (lit. Adomaičiai) – wieś na Litwie, w rejonie wileńskim, 5 km na południe od Ławaryszek, zamieszkana przez 77 ludzi.

## Historia
W dwudziestoleciu międzywojennym leżały w Polsce, w województwie wileńskim, w powiecie wileńsko-trockim, w gminie Mickuny.
Po II wojnie światowej w granicach Związku Sowieckiego. Od 1991 na niepodległej Litwie.

## Zobacz również
- Adamczuki – wieś na Ukrainie